# 宇梶剛士のあっちこっち散歩
宇梶剛士のあっちこっち散歩（うかじたかしの あっちこっちさんぽ）は、BSフジで2018年7月28日より日曜に不定期で放送していた宇梶剛士の冠番組で街歩き紀行番組。2022年2月27日終了。全12回。

## 概要
到着時に街歩きをする前に街の印象を宇梶に聞き、印象と合致するかどうかを歩きながら検証。
旅の締めとして、街の人々との即興芝居を行う。

## 放送リスト
| 放送日 | 放送日   | 回 | 場所                   | 場所   |
| ------ | -------- | -- | ---------------------- | ------ |
| 2018年 | 07月28日 | 1  | 都立大学               | 東京都 |
| 2018年 | 10月14日 | 2  | 館山                   | 千葉県 |
| 2019年 | 01月27日 | 3  | 家島・坊勢島           | 兵庫県 |
| 2019年 | 02月24日 | 4  | 土浦                   | 茨城県 |
| 2019年 | 05月26日 | 5  | 三ノ輪                 | 東京都 |
| 2019年 | 07月14日 | 6  | 三島                   | 静岡県 |
| 2020年 | 01月12日 | 7  | 秩父                   | 埼玉県 |
| 2020年 | 02月09日 | 8  | 新宿・歌舞伎町～大久保 | 東京都 |
| 2020年 | 11月01日 | 9  | 豊洲～新木場           | 東京都 |
| 2021年 | 1月17日  | 10 | 不動前                 | 東京都 |
| 2021年 | 11月20日 | 11 | 雑司が谷周辺           | 東京都 |
| 2022年 | 2月27日  | 12 | 白老町                 | 北海道 |

## スタッフ
- ナレーター - きったん（根菜キャバレー）
- 構成 - 今瀧博之
- CAM - 小山竜太、成毛紳
- VE - 岡賢治
- 編集 - 早川亮
- MA - 村尾博一
- 音効 - 坂間徹
- 技術協力 - G-Link Studio、ramecarameca
- 広報 - 藤田麻由子
- AD - 佐野孝子
- AP - 秋山晴美
- ディレクター　 - トッキー
- プロデューサー - 上林昌嗣、大森慎司
- 製作協力 - WOODSUP

## ネット局・ネット配信
放送局
| 放送地域   | 放送局       | 系列           | 放映期間        | 放送曜日・放送時間 | 備考       |
| ---------- | ------------ | -------------- | --------------- | ------------------ | ---------- |
| 関東広域圏 | BSフジ       | フジテレビ系列 | 2018年7月28日 - | 日曜               | 制作局     |
| 関東広域圏 | フジテレビ   | フジテレビ系列 | 2018年9月6日 -  | Wナイト            | 遅れネット |
| 広島県     | テレビ新広島 | フジテレビ系列 | 2019年4月1日 -  | 火曜4:00 - 4:55    | 遅れネット |